# St. Margarethen (Herda)

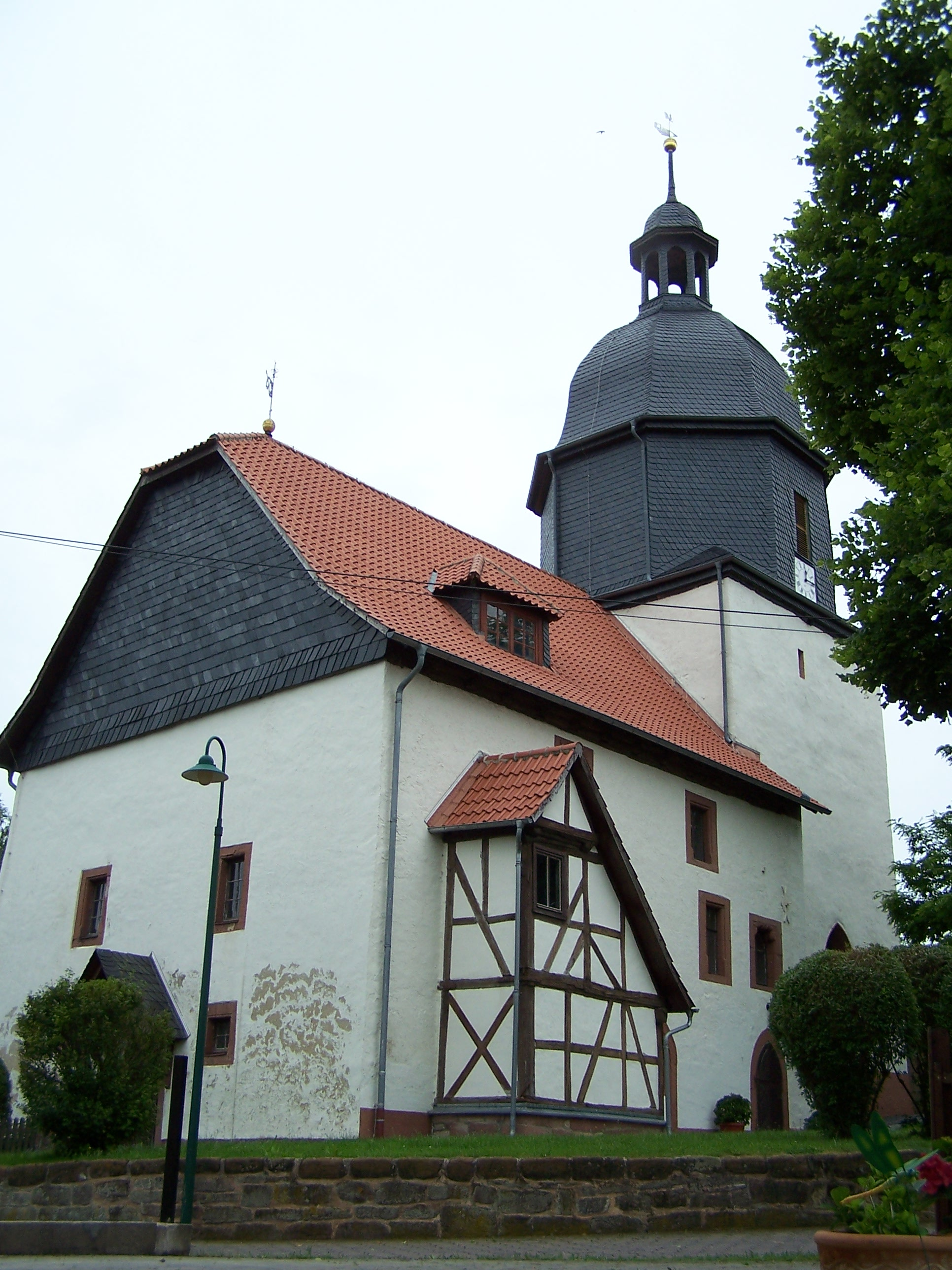
Herda, St. Margarethen

Die evangelisch-lutherische Kirche  St. Margarethen steht in Herda, einem Ortsteil der Stadt Werra-Suhl-Tal im Wartburgkreis in Thüringen. Die Kirchengemeinde Herda gehört zur Pfarrei Fernbreitenbach-Gospenroda im Kirchenkreis Eisenach-Gerstungen der Evangelischen Kirche in Mitteldeutschland.

## Beschreibung
Das quadratische Erdgeschoss des Chorturms ist der älteste Teil der heutigen Saalkirche. Er stammt aus dem 15. Jahrhundert. Die Kirche ist der heiligen Margaretha geweiht. Am Schlussstein des Kreuzrippengewölbes im Chor ist sie abgebildet. Die Erweiterung des Langhauses erfolgte 1613 und 1676. Das Langhaus ist von einem Krüppelwalmdach bedeckt, der Turm von einem achtseitigen schiefergedeckten Aufsatz, der eine geschweifte Haube trägt, die von einer offenen Laterne gekrönt ist.
Um 1700 erhielt die Kirche die barocke Kanzel. Die zweigeschossigen Emporen des Kirchenschiffs stammen aus dem 19. Jahrhundert. Der Flügelaltar, um 1510/20 geschaffen, hat farbig gefasste hölzerne Reliefs. Im Mittelteil des Altarretabels wird die Kreuzigung, auf dem linken Flügel Christus am Ölberg und die Kreuztragung, auf dem rechten Flügel die Beweinung und die Auferstehung dargestellt. An den Außenseiten sind die früheren Gemälde nicht mehr sichtbar. Da das Bildprogramm nicht der lutherischen Lehre widersprach, blieb der Altaraufsatz nach der Reformation erhalten. Zwei Epitaphe derer von Herda stammen aus dem 16. Jahrhundert.
Die Orgel mit 13 Registern, verteilt auf zwei Manuale und Pedal, wurde 1858 von Karl Friedrich Peternell gebaut.